# Les Gardiennes du pénitencier
Pour plus de détails, voir Fiche technique et Distribution.
Les Gardiennes du pénitencier, également connu sous le titre Femmes en cage (titre original : Frauengefängnis), est un film d'exploitation franco-suisse de type women in prison réalisé par Jesús Franco et sorti en 1976.
Le film est sorti sous divers titres et dans plusieurs versions remontées.

## Synopsis
Maria da Guerra tue son père qui tentait de la violer. Elle est emprisonnée dans une prison où des gardiennes lesbiennes torturent les détenues.
La prison pour femmes, située sur une île isolée, est dirigée par un homme qui se fait passer pour un médecin, Carlos Costa. Il s'agit en fait d'un tueur qui a assassiné le véritable médecin du même nom, dont il a ensuite pris le nom. Il est assisté d'une femme lesbienne à monocle, connue sous le nom de « la Surveillante », qui dirige la prison d'une main de fer. La Surveillante lit des ouvrages nazis tels que l'histoire du Troisième Reich d'Albert Speer comme lecture de loisir. Dans certaines scènes, elle porte des bottes et des shorts moulants sous une chemise blanche. Dans d'autres scènes, elle porte un haut transparent en tissu noir.
En raison de la pratique consistant à placer les prisonniers en isolement et à les torturer (par exemple, en les enchaînant nus à un mur, juste hors de portée de la nourriture, ou en les plaçant nus sur un lit grillagé où ils reçoivent des chocs électriques), plusieurs prisonniers sont décédés dans le passé. Les autorités actuelles responsables de la prison ont dissimulé cet état de fait en affirmant que ces prisonniers étaient morts d'un arrêt cardiaque, mais elles en sont au point où tout nouvel arrêt cardiaque signalé paraîtra suspect aux autorités du continent.

## Fiche technique
- Titre français : Les Gardiennes du pénitencier ou Pénitencier pour femmes ou Femmes en cage ou Un paradis pour des brutes ou Un paradis pour les brutes, un enfer pour les femmes ou Pénitencier de l'enfer ou Femmes de SS[2]
- Titre original : Frauengefängnis
- Réalisation : Jesús Franco
- Scénario : Jesús Franco, Connie Grau, Christine Lembach
- Photographie : Raymond Heil
- Montage : Peter Baumgartner, Marie-Luise Buschke
- Musique : Walter Baumgartner, Daniel White
- Production : Erwin C. Dietrich, Daniel Simon Lesœur, Marius Lesœur
- Société de production : Elite Film, Eurociné
- Pays de production :  Suisse -  France
- Langue originale : français
- Format : couleur par Eastmancolor - 1,85:1 - Son mono - 35 mm
- Genre : Film d'épouvante érotique, women in prison
- Durée : 81 minutes
- Date de sortie : 
  - Allemagne de l'Ouest : 23 avril 1976
  - France : 5 août 1981 ;

## Distribution
- Lina Romay : Maria da Guerra
- Paul Müller : Carlos Costa
- Monica Swinn : Garde
- Roger Darton : Milton Warren
- Ronald Weiss : Garde
- Martine Stedil : Bertha Contrini
- Eric Falk : Nestor
- Peggy Markoff : Pompadour
- Nathalie Mann :
- Denis Torre :
- Ray Hardy : José
- Beni Cardoso : Rosaria Cortina
- Frieda Altstadt : (non crédité)
- Madeleine Ammann : (non crédité)
- Nathalie Chape : (non crédité)

## Production
Pour rendre possible Les Gardiennes du pénitencier, le réalisateur trouva son financement auprès de trois producteurs internationaux : le français Marius Lesœur d'Eurociné et le suisse Erwin C. Dietrich. Mais un différend opposant les producteurs de Suisse et d’Italie compliqua la diffusion du film. Détenteur légal du film, Dietrich devint l'unique producteur après avoir investi le plus d'argent dans le projet. Il s'agit de la première collaboration entre le producteur suisse et Franco. Sorti le 23 avril 1976 en Allemagne de l'Ouest dans la version du réalisateur, Frauengefängnis remporta un franc succès qui les incitera à faire perdurer leur collaboration.

## Accueil critique
Le film a été décrit comme suit : « Un film typiquement sordide de Franco sur les Women in prison, avec la nudité, l'humiliation et la torture attendues. A voir pour la scène hilarante dans laquelle Franco tente d'agresser la belle Lina Romay au ralenti ».

## Suites et versions remontées

### Des diamants pour l'enfer
Une version plus érotique en coproduction espagnole est sortie sous le titre français Des diamants pour l'enfer, également connu sous les titres Prisons sado pour femmes ou Visa pour mourir ou Le Vice et le fouet ou Visa pour l'enfer ou Le Fouet ou Prison de femmes ou Femmes en cage (parfois titré en version originale Frauengefängnis 3).

### Les Gardiennes du pénitencierd'Alain Deruelle
En France, après avoir perdu ses droits de producteur sur le long-métrage, Marius Lesœur se retrouve simple distributeur du film en France à travers sa société Eurociné. Mais, estimant que Franco n'est pas allé au bout de son film, il décide de le remonter à grand renfort de nouvelles scènes, tournées par le réalisateur pornographique français Alain Deruelle (parfois crédité du nom d'Alain Thierry ou de Allan-W. Steeve), plusieurs années après. Cette histoire se déroule en Amérique du Sud et appartient plus au genre de la nazisploitation. Cette version augmentée des Gardiennes du pénitencier est ressortie sous le même titre en juin 1986.